# 산마리노 U-17 축구 국가대표팀
산마리노 U-17 축구 국가대표팀(이탈리아어: Nazionale Under-17 di calcio di San Marino)은 산마리노을 대표하는 17세 이하의 축구 국가대표팀으로, 산마리노의 축구 관리 기관인 산마리노 축구 연맹의 관리를 받는다. 2003년부터 UEFA U-17 축구 선수권 대회 예선에 참가했지만 1승 3무 40패로, 본선 진출은 하지 못했다.